# Corumbá de Goiás
Corumbá de Goiás este un oraș în Goiás (GO), Brazilia.